# Bibliothek Hector Hodler
Die Bibliothek Hector Hodler (BHH; Esperanto Biblioteko Hector Hodler) ist die Bibliothek des Esperanto-Weltbundes (UEA) beim Sitz des Zentralbüros in Rotterdam. Mit über 30.000 bibliografischen Einheiten ist die BHH eine der größten Esperanto-Bibliotheken auf der Welt.

## Geschichte

### Schweizer Periode
Als die Schweizerische Esperanto-Gesellschaft 1903 gegründet wurde, sammelten sich in der Bürostelle in Bern Zeitschriften und Bücher an: Da die Gesellschaft eine eigene Zeitschrift hatte, tauschte sie diese mit anderen aus und erhielt Bücher zwecks Rezension. 1908 schlug Eduard Stettler vor, daraus eine Schweizerische Esperanto-Bibliothek zu machen. 1912 erwarb Hector Hodler, der damalige Direktor des Esperanto-Weltbundes in Genf, diese Bibliothek.

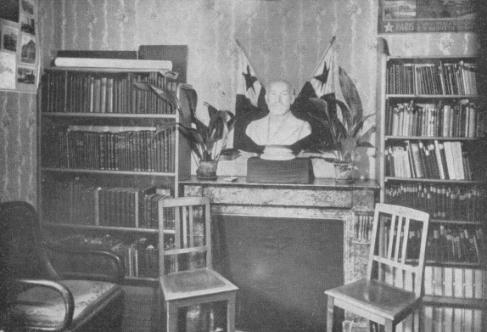
Bibliothek der UEA in Genf, ca. 1923

Nach dem Tod Hodlers 1920 wurde die Sammlung zur Biblioteko de UEA. Auch nach den großen Streitigkeiten im Jahre 1936 – als sich die Landesverbände von der UEA abspalteten und auch die meisten Mitglieder weggingen – blieb die Bibliothek in Genf bei der UEA. Im Keller des Palais Wilson überstand sie den Zweiten Weltkrieg.

### Niederländische Periode (1960–2023)

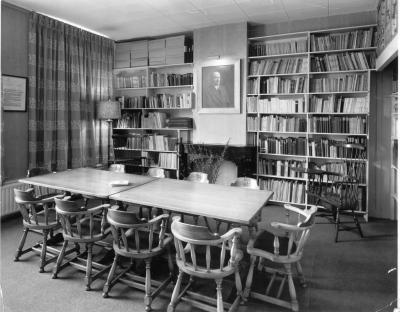
Bibliothek Hector Hodler in Rotterdam, 1963

Als 1947 die Esperanto-Bewegung unter dem alten Namen wiedervereint wurde, erhielt die Bibliothek die Bezeichnung Biblioteko Hector Hodler. Da es Streit mit dem Betreuer Hans Jakob gab, gelang die Sammlung erst ab 1960 nach und nach ins Zentralbüro, das mittlerweile in Rotterdam war. Mit der Zeit nahm die Zahl der Bücher und Zeitschriften zu, und der Bibliothek wurden weitere Zimmer zugewiesen. 2006 zog die Bibliothek in einen anderen Trakt des Gebäudes um, den vorherigen Zamenhof-Salon.

### Polnische Periode seit 2023
Mit Wirkung vom 29. Mai 2023 wurde die Bibliothek Hector Hodler an die Polnische Nationalbibliothek übergeben, wo sie seitdem von Grund auf neu erschlossen und katalogisiert wird.

## Sammlungsprofil
Der Bestand der Bibliothek umfasst Bücher und Zeitschriften, die mit der Plansprache Esperanto zu tun haben, bzw. in dieser Sprache veröffentlicht wurden. Teilweise geht es auch um andere Plansprachen und verwandte Themen wie Sprachenpolitik und internationale Zusammenarbeit.